# Consulat général d'Allemagne à Marseille
Le consulat général d'Allemagne à Marseille est une représentation consulaire de la République fédérale d'Allemagne en France. Il est situé place de la Joliette, à Marseille, en Provence-Alpes-Côte d'Azur.